# 100 Years (singolo)
100 Years è un singolo del cantautore statunitense Five for Fighting, pubblicato il 24 novembre 2003 come primo estratto dal terzo album in studio The Battle for Everything.

## Video musicale
Il videoclip, pubblicato il 10 gennaio 2004, mostra Five for Fighting cantare e suonare la canzone al pianoforte con versioni idealizzate di se stesso, come un ragazzo di quindici anni, poi come un uomo sulla cinquantina e infine come un uomo di novantanove anni (quest'ultima scena verso la fine del video). Alla fine del video lo stesso interprete incontra il suo personaggio più anziano.